# Johannes Hoff
 (mars 2025).
Si vous disposez d'ouvrages ou d'articles de référence ou si vous connaissez des sites web de qualité traitant du thème abordé ici, merci de compléter l'article en donnant les références utiles à sa vérifiabilité et en les liant à la section « Notes et références ».
 (mars 2025).
Pour les articles homonymes, voir Hoff.
Johannes Hoff est un philosophe, théologien et professeur d'université allemand. Il est professeur titulaire à l'Institut de théologie systématique de l'Université d'Innsbruck (Autriche). Ses recherches portent sur l'anthropologie à l'ère de l'intelligence artificielle, les ressources spirituelles de l'intelligence humaine et la tradition prémoderne de l'orthodoxie chrétienne, en s'appuyant sur le tournant performatif de la phénoménologie et une trajectoire réaliste de la philosophie et de la théologie post-analytiques.

## Biographie
Avant d'occuper la chaire de théologie systématique à Innsbruck, succédant à Karl Rahner, Hoff a été professeur de théologie philosophique au Heythrop College de l'Université de Londres, à l'Université du pays de Galles Trinity Saint David (anciennement Université du Pays de Galles, Lampeter), et professeur assistant à la Faculté de théologie catholique de l'Université Eberhard Karl de Tübingen.
Sa première monographie universitaire a exploré les implications théologiques des travaux de Jürgen Habermas, Jacques Derrida, Michel Foucault et Michel de Certeau (Spiritualität und Sprachverlust, 1999) ; sa seconde a examiné la philosophie de la Renaissance de Nicolas de Cues (Kontingenz, Berührung, Überschreitung, 2007).
Son livre en anglais, The Analogical Turn: Rethinking Modernity with Nicholas of Cusa (2013), s'est attaqué à la dépendance de la science moderne vis-à-vis des images du monde générées mathématiquement, ainsi qu'à l'attrait associé aux royaumes virtuels immersifs. Il a fait l'objet d'un symposium en ligne du Syndicate Network.
Il est chercheur associé principal à l'Institut Von Hügel de l'Université de Cambridge (Royaume-Uni) et directeur du projet de recherche « Embodiment in Theological Anthropology », financé par le Fonds autrichien pour la science (FWF), qui a débuté en septembre 2023 et qui étudie l'importance du problème du corps/corps vivant pour la doctrine chrétienne d'un point de vue historique et systématique, y compris la doctrine patristique de la déification de l'homme (theosis). Il collabore également avec l'« Institut des systèmes d'information et de la société » de l'Université d'économie et de commerce de Vienne.

## Ouvrages et idées
L'approche de Hoff fait le lien entre la théologie, la philosophie et la critique culturelle, en interprétant les révolutions technologiques et artistiques de la Renaissance et de la scolastique médiévale tardive comme étant à l'origine de la crise spirituelle de la modernité,. S'appuyant sur Michel Foucault, Michel de Certeau, Henri de Lubac, John Milbank et Charles Taylor, il soutient que les sociétés contemporaines souffrent d'une « perte d'orientation », nécessitant le rétablissement de pratiques vertueuses, éthiques et spirituelles.

### L'anthropologie à l'ère de l'IA et de la transformation numérique
Dans sa monographie allemande Verteidigung des Heiligen. Anthropologie der Digitalen Transformation (2021) (Défense du sacré), Hoff présente une synthèse de ses travaux récents sur l'anthropologie à l'ère de l'intelligence artificielle. Il soutient que la transformation numérique, par sa commercialisation accélérée et sa puissance technologique, a provoqué une rupture civilisationnelle qui exige une révision des fondements théologiques de l'humanité moderne, enracinés dans les innovations médiatiques et technologiques de la Renaissance. Il soutient que les humains doivent retrouver leur « potentiel spirituel » afin de se distinguer des machines informatiques, affirmant ainsi leur statut d'êtres personnels dotés d'intellect.
Dans cette optique, les recherches de Hoff sur une anthropologie trinitaire de la technologie, s'inspirant d'Augustin d'Hippone et de Nicolas de Cues, visent à retrouver des cadres spirituels et vertueux pour penser l'intelligence humaine, l'incarnation et les artefacts technologiques.

### La cognition 4e dans l'anthropologie théologique
Dans ce contexte, Hoff et Enrico Grube ont obtenu un financement du Fonds autrichien pour la science (FWF) en septembre 2023 pour le projet « La cognition 4e dans l'anthropologie théologique ». Le projet étudie comment les découvertes de la phénoménologie et de la neurobiologie contemporaines (en particulier l'intelligence incarnée) peuvent éclairer une réorientation de l'anthropologie chrétienne à la lumière de ses sources historiques. En particulier, Hoff et son équipe explorent comment le concept patristique de théosis (la déification de l'homme) et les doctrines chrétiennes du salut convergent avec la cognition 4e (incarnée, intégrée, enactive, étendue). La coopération de Hoff avec l'Institut des systèmes d'information et de la société de l'Université d'économie et d'administration des affaires de Vienne s'inscrit dans le cadre de ces efforts.

### Performativité, art et critique culturelle
Outre ses travaux sur la numérisation et l'anthropologie, Hoff a écrit sur la notion de performativité chez Saint Augustin, Dante Alighieri, et à la Renaissance, ainsi que sur le romantisme, l'art moderne d'avant-garde, et a collaboré avec Christoph Schlingensief. Il considère ces dimensions performatives et esthétiques comme essentielles pour comprendre comment la vérité se déploie comme un événement plutôt que comme une donnée statique, nécessitant une mise en œuvre et un discernement continus dans la pratique.

## Publications

### Monographies
- Hoff, Johannes (2021), Verteidigung des Heiligen. Anthropologie der Digitalen Transformation, Freiburg: Herder.
- Hoff, Johannes (2013), The Analogical Turn: Rethinking Modernity with Nicholas of Cusa, Grand Rapids: Eerdmans.  (ISBN 978-0802868909)
- Hoff, Johannes (2007), Kontingenz, Berührung, Überschreitung. Zur philosophischen Propädeutik christlicher Mystik nach Nikolaus von Kues, Freiburg: Alber.
- Hoff, Johannes (1999), Spiritualität und Sprachverlust. Theologie nach Foucault und Derrida, Paderborn: Schöningh.

### Direction d'ouvrages
- Dürr, Oliver; Hoff, Johannes (dir.), Themenheft "Trinitarische Technikanthropologie", in: Zeitschrift für Theologie und Philosophie 147/1 (2025). DOI 10.35070/ztp.v147i1.4250

### Articles et chapitres d'ouvrages sélectionnés
- Hoff, Johannes (2025), "Enlightenment Now! Overcoming the Functional Cognitivism of the Kantian Tradition", Philosophy, Theology and the Sciences 11, 181–207.
- Hoff, Johannes; Dürr, Oliver (2024), „Umrisse einer trinitarischen Technikanthropologie", in: Theologie und Philosophie. Sonderheft Trinitarische Technikanthropologie 147/1, 7–43. DOI 10.35070/ztp.v147i1.4251
- Hoff, Johannes (2024), "The Gift of Intelligence and the Sacramentality of Real Presence. Overcoming the Dataist Metaphysics of Modern Cognitivism", Modern Theology, 921–947. DOI 10.1111/moth.12940
- Hoff, Johannes (2024), "Can Scientific Agnosticism be Rational?: Idolatry and the 'Crisis of European Sciences' in the Age of the Digital Transformation", in: Zeitschrift für Theologie und Philosophie 146/4, 575–608.
- Hoff, Johannes (2024), "Drinking the Clarity of Being: Beyond the Dataist Metaphysics of the Digital Age", in: Vonach, Andreas (dir.), Anthropology in the Digital Age, Innsbruck: Innsbruck UP, 23–40.
- Hoff, Johannes (2024), Postface de Johannes Hoff, in: Conversations avec ChatGPT sur l'homme, le monde, Dieu et l'intelligence artificielle: Intelligence ou raison artificielle, dir. Bruno Bérard, Paris: L'Harmattan, 109-113.
- Hoff, Johannes (2024), Préface et postface de Johannes Hoff, in: Théologie Pour Tous. Avec les contributions d'un moine ami, dir. Bruno Bérard; Aldo La Fata, Paris: L'Harmattan, 9-15; 223-237.
- Hoff, Johannes (2020), "Transhumanismus als Symptom symbolischer Verelendung. Zur anthropologischen Herausforderung der Digitalen Revolution", in: Herzberg, Stephan; Watzka, Heinrich (dir.), Transhumanismus. Über die Grenzen technischer Selbstverbesserung, Berlin: De Gruyter, 221–254. DOI 10.1515/9783110691047-013